# Neoclytus columbianus
Neoclytus columbianus là một loài bọ cánh cứng trong họ Cerambycidae.